# Nokan – Die Kunst des Ausklangs
Nokan – Die Kunst des Ausklangs (jap. おくりびと, Okuribito) ist ein japanischer Film von Yōjirō Takita aus dem Jahr 2008. Der Film wurde bei der Oscarverleihung 2009 mit dem Oscar für den besten fremdsprachigen Film ausgezeichnet.

## Handlung
Daigo Kobayashi ist Cellist in einem Orchester in Tokio. Als das Orchester aufgelöst wird, verliert er seinen Job. Er beschließt, seine Karriere als professioneller Cellist aufzugeben und das Cello, das er zuvor für 18 Millionen Yen (ca. 105.000 Euro) erworben hatte, zu verkaufen. Er zieht mit seiner Frau Mika in seine Heimatstadt Yamagata, um dort eine neue Anstellung zu suchen. Und eines Tages entdeckt er ein Stellenangebot, das in etwa den Titel „Hilfe bei der Reise“ trägt. Erst beim Bewerbungsgespräch stellt Daigo fest, dass es sich bei seinem potenziellen Arbeitgeber nicht um ein Reise-, sondern um ein Leichenwäscherunternehmen handelt. Der Geschäftsführer ist bereit, Daigo für 500.000 Yen (ca. 2.900 Euro) im Monat einzustellen. Daigo nimmt die Stelle an, bringt es aber nicht über sich, seiner Frau Mika zu sagen, um welche Art von Job es sich bei seiner neuen Arbeit handelt.
An seinem ersten Arbeitstag muss Daigo einen Toten spielen für eine DVD, die die Leichenwäscheprozedur erklärt. Seine nächste Aufgabe ist für ihn noch viel entsetzlicher: Er muss seinem Chef dabei helfen, eine alte Frau, die nach ihrem Tod zwei Wochen unentdeckt in ihrer Wohnung lag, für die Totenwache vorzubereiten. Daigo kämpft mit Übelkeit angesichts des Geruchs und des Anblicks des toten Körpers. Am gleichen Abend möchte Daigo wieder Cello spielen und einfach seinen Erinnerungen nachhängen. Er nimmt das Cello aus seinen Kindertagen wieder hervor und findet am Wirbelkasten, in Notenblätter eingewickelt, einen großen groben Stein. Während er Cello spielt, erinnert er sich daran, dass sein Vater ihm diesen Stein bei einem Familienausflug gegeben hat, während Daigo seinem Vater einen kleinen glatten Stein geschenkt hat. Er kann sich jedoch nicht mehr an das Gesicht seines Vaters erinnern.
Nach und nach beginnt Daigo, Gefallen an seiner Arbeit zu finden. Eines Tages findet Mika allerdings die DVD und fleht ihn an, diese in ihren Augen ekelhafte Arbeit zu kündigen. Daigo weigert sich, weshalb Mika ihn verlässt. Auch sein langjähriger Freund Yamashita meidet ihn, nachdem er von Daigos Job erfahren hat.
Nur kurze Zeit später kommt Mika zurück, um Daigo mitzuteilen, dass sie schwanger ist. Sie bittet ihn erneut, sich eine andere Arbeit zu suchen. Während des Gesprächs mit seiner Frau klingelt das Telefon: Yamashitas Mutter, die das örtliche Sentō betrieben hat, ist gestorben. Daigo tut seine Arbeit und bereitet die alte Frau für die Totenwache vor, vor den Augen Yamashitas, dessen Familie und seiner eigenen Frau. Yamashita und Mika beginnen, Daigo zu verstehen und seine Arbeit zu respektieren.
Daigo unternimmt mit Mika einen Ausflug an den Fluss zu der Stelle, an der er in seiner Kindheit mit seinem Vater Steine gesucht hat. Er übergibt Mika einen mittelgroßen, leicht angerauten Stein und erzählt ihr die Geschichte der „Steinbriefe“, die er von seinem Vater hat, nämlich dass die Menschen in früheren Zeiten, als sie noch nicht schreiben konnten, Steine mit verschiedenen Gewichten und Oberflächen verschickt haben, um ihre Gefühle auszudrücken. Glatte Oberflächen sollen demnach bedeuten, dass der Absender glücklich ist und unebene und raue Oberflächen, dass man sich um den Absender Sorgen machen sollte.
Eines Tages kommt ein Telegramm mit der Nachricht vom Tod des Vaters bei der Adresse von Daigos verstorbener Mutter an. Daigos Vater hatte die Familie verlassen, als Daigo noch ein kleines Kind war. Deshalb weigert Daigo sich zunächst, seinen toten Vater zu sehen, doch Mika und Daigos Arbeitskollegen überreden ihn, doch hinzufahren. Als Daigo bei seinem Vater ist, kommen zwei Bestatter und wollen den Leichnam abholen, befolgen jedoch nicht den traditionellen Ritus, so dass sich Daigo gezwungen sieht, seinen Vater selbst für die Beerdigung vorzubereiten. Als er dies tut, findet er in der Hand seines Vaters den kleinen glatten Stein, den er diesem als Kind geschenkt hatte, und beginnt zu weinen. Er übergibt den Stein Mika. Während er den Ritus durchführt, erinnert er sich wieder an den Familienausflug und kann sich deutlich an das junge Gesicht seines Vaters erinnern. Nachdem er seinen Vater rasiert hat, gibt Mika ihm wieder den kleinen glatten Stein zurück; er drückt ihn an den Bauch seiner schwangeren Frau.

## Filmtitel
Der japanische Filmtitel ist eine Zusammensetzung aus dem Verb okuru, d. h. „verabschieden“, „geleiten“, und dem Substantiv hito „Mensch“. Es handelt sich um kein gebräuchliches Wort, die sich ergebende Bedeutung ist aber in etwa „einer, der andere verabschiedet oder geleitet“. Die englische Fassung erhielt den Titel departures, was für „Abreisen“, in Bahnhöfen für „Abfahrten“, in Flughäfen für „Abflüge“ steht. Als deutscher Titel fungiert die Bezeichnung für das Bestattungsunternehmen, in dem der Protagonist arbeitet: Nokan (japanisch 納棺, nōkan). Sie bedeutet „Einsargung“ und wird im Film ein paar Male erwähnt.

## Produktion
Der Film entstand über zehn Jahre hinweg, beginnend mit der Idee für den Film vom Hauptdarsteller Masahiro Motoki selbst. Dieser hat eigens für den Film Cello spielen gelernt und erlernte die Kunst der Bestattung bei einem richtigen Leichenwäscher. Der Regisseur besuchte Bestattungsfeiern, um die Gefühle der Angehörigen verstehen zu können. Da Tod und Bestattung in Japan einerseits – wie im Film gezeigt – ein Zeremoniell sind und andererseits zu den Tabuthemen in der Öffentlichkeit gehören, hatte der Regisseur zunächst mit keinem großen kommerziellen Erfolg des Filmes gerechnet.

## Kritiken
„Nokan – Die Kunst des Ausklangs gelingt das Kunststück, aus dem Tabuthema Tod ein mit liebevollem Humor gespicktes Lehrstück über das Leben zu machen. Speziell die ergreifend würdevollen Szenen der Nokan-Zeremonie schlagen im Herzen des Zuschauers eine versöhnliche Saite an, die noch lange nachschwingt. Fazit: Ein kleiner Film über den Tod entpuppt sich als großes Gefühlskino mit lebensbejahender Botschaft – schlicht ergreifend!“

„Mit Hilfe einer ins Slapstickhafte spielenden Komik bricht der Film zunächst Berührungsängste vor dem Thema Tod auf und rundet sich dann zur ruhig erzählten, berührenden Reflexion über das Sterben als Teil des Lebens, die Suche nach innerem Frieden und der Aussöhnung mit dem persönlichen Schicksal.“

- Roger Ebert vergab vier von vier Punkten und schreibt: „Dieser Film ist kein stilistischer Durchbruch oder eine fett gedruckte künstlerische Aussage. Aber er ist eine Ausnahme, weil er so gut gemacht ist.“[4]

## Auszeichnungen

### International
- Oscar 2009: Bester fremdsprachiger Film
- Goldener Hahn (Chinesischer Filmpreis): Bester Film, beste Regie und bester Darsteller (Masahiro Motoki)
- Hawaii International Film Festival: Publikumspreis
- Montreal World Film Festival: Grand Prix des Amériques
- Palm Springs International Film Festival: Mercedes-Benz Publikumspreis für den besten erzählenden Film

### In Japan
- Blue Ribbon Award: Bester Darsteller (Masahiro Motoki)
- Hochi Filmpreis: Bester Film
- Japanese Academy Award: Bester Film, Beste Regie (Yōjirō Takita), Bestes Drehbuch (Kundo Koyama), Bester Hauptdarsteller (Masahiro Motoki), Bester Nebendarsteller (Tsutomu Yamazaki), Beste Nebendarstellerin (Kimiko Yo), Beste Kamera, Bester Schnitt, Bester Ton, Beste Beleuchtung
- Kinema-Jumpō-Preis: Bester Film, Beste Regie, Bestes Drehbuch, Bester Hauptdarsteller (Masahiro Motoki)
- Mainichi Eiga Concours: Bester japanischer Film, Bester Ton
- Nikkan Sports Film Award: Bester Film und Beste Regie
- Trailer ZEN Festival: Grand Prix
- Yokohama Film Festival: Bester Film, Beste Regie, Beste Nebendarstellerin (Kimiko Yo, Ryōko Hirosue)